# Stéphane Meer
Pour les articles homonymes, voir Meer.

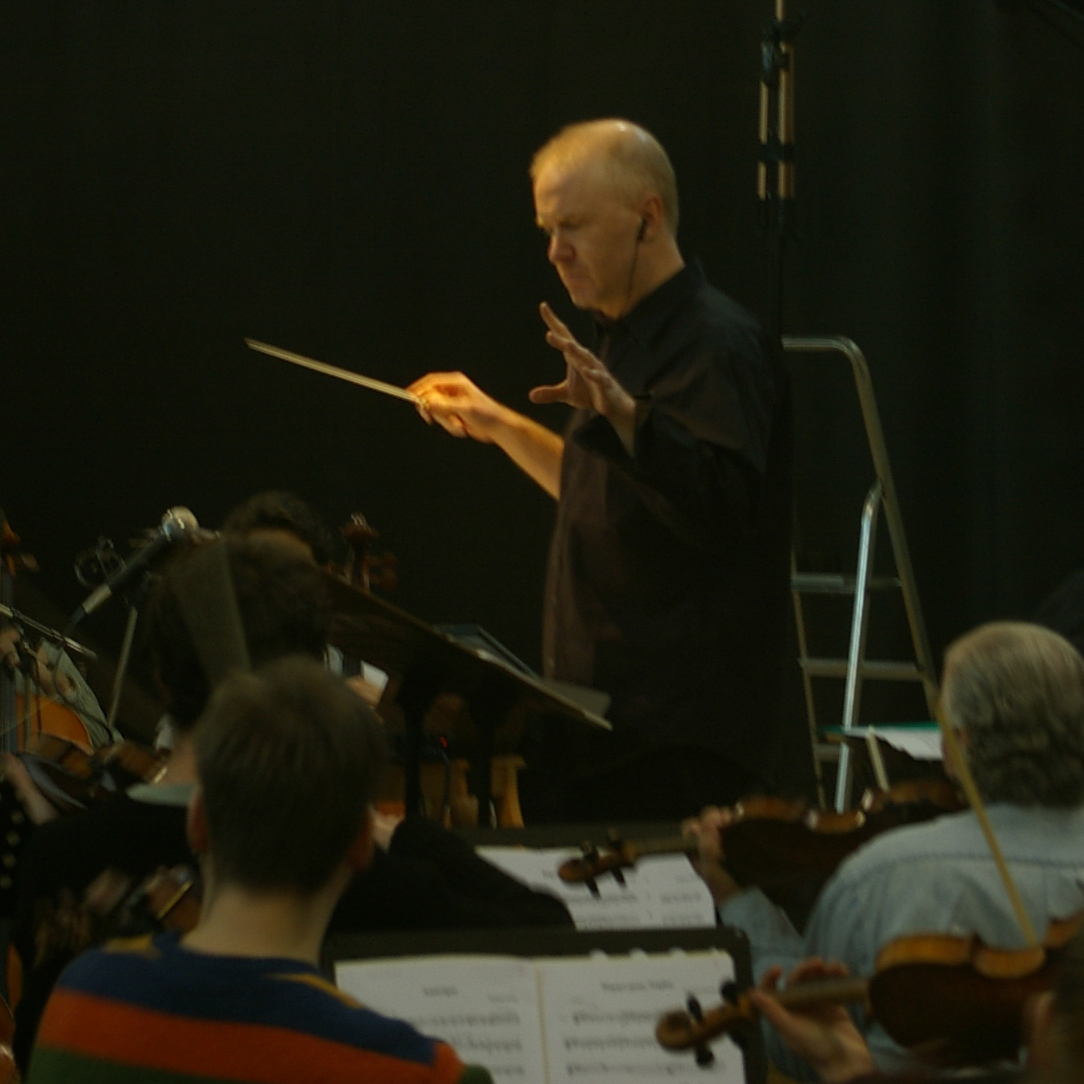
Stephane Meer dirige l'orchestre philharmonique de Bruxelles pour l'enregistrement de la musique du film Mark Logan.

Stéphane Meer, né le 5 octobre 1961 à Paris, est un compositeur français de musique de films. Il fut d'abord remarqué par Vladimir Cosma et a signé les musiques de plusieurs séries pour la jeunesse, ainsi que des films de cinéma comme Pondichéry, dernier comptoir des Indes, L'Ami du jardin, Too Pure, ou Tristan et Iseult.

## Biographie
Il étudie le piano et la guitare, ainsi que l'harmonie classique et contemporaine. Diplômé de musique de film en 1985, il fait sa première création pour l'animation en 1986 avec Bruno Gaumetou. Il travaille alors pour la télévision et part aux États-Unis pour faire ses premières bandes originales de long métrage Too Pure et Lazy man's zen.
Après quelques tentatives de travail pour les maisons de disques, L'Aventurier du groupe Indochine et la réalisation de l'album Sentiment Clou pour EMI, il préfère rester compositeur indépendant et écrire pour les séries d'animation jeunesse telles que Lupo Alberto, Sos bout du monde, La dernière réserve, Shtoing Circus, Quat'zieux, etc.
Il compose des musiques orchestrales pour le parc de la cité de la mer de Cherbourg : On a marché sous la mer, et La Bataille de Normandie pour le musée mémorial de Caen.
Il sort les chansons de la série France 2 Vice-Versa et travaille sur le projet Disney Magic Music.
Il dirige l'orchestre philharmonique de Bruxelles pour l'enregistrement du film d'animation Mark Logan.
Stéphane Meer est le fondateur et gérant de la société Studio Capitale dont l'activité de post-production audio lui permet de traiter les bandes sons jusqu'au master final.
À partir de 2008, il se consacre à sa nouvelle activité, la création d'histoires musicales, sous la marque Musical Tales : 
Helena et l'orchestre du monde des brouillards, livre musical dont il écrit le roman et la musique.
Mais aussi en 2013 :
- Sauvons notre île ;
- Le Renard qui parle ;
- Fari et Tima ;
- Petit-Singe rêve de voler (quatuor à corde) ;
- Analoussia, capitaine de navire.

En 2013, c'est aussi le début de sa vocation d'enseignant, au sein de l'association ACAM SCE.
Il donne des cours de composition de musique à l'image, de musique assistée par ordinateur, et des cours en ligne.
Depuis 2018, il a créé un site de ressources gratuites pour les compositeurs de musique de film. On peut trouver sur ce site : les différents cours proposés (MAO, doublage, scénario, MDF, stage...), des analyses et scénarios de film et séries légendaires, des articles connexes, la présentation des professeurs, la pédagogie.
En 2020, il crée Histoires musicales, une association destinée à développer des œuvres sur le modèle du Pierre et le Loup de Prokofiev.

## Concept d'histoire musicale selon Stéphane Meer
Stéphane Meer définit une histoire musicale, aussi appelé conte musical, comme une œuvre musicale crée sur une histoire.
Il y a un narrateur en alternance avec une musique illustrative, à la façon d'une musique de film.
Une histoire musicale n'est pas une histoire en chanson, les personnages ne racontent pas en chantant.
Ce n'est pas un opéra, ni une comédie musicale.
Ce n'est pas non-plus une histoires en musique, comme celle d'Elodie Fondacci sur radio classique.
Car dans une histoire en musique, la musique est illustrative sous le récit. Alors que l'histoire musicale est construite avec un narrateur en alternance avec une musique originale qui s'écoute seule.
Il y a des points communs dans l'écriture musicale avec l'opéra ou la musique de film. C'est l'association d'un thème ou d'un leitmotiv aux personnages ou éléments caractéristiques (un volcan par exemple).
Le plus souvent, les histoires musicales sont orchestrales mais elles peuvent intégrer des musiques ethniques en fonction du pays où se déroule le conte.